# Am Bredtchen
Am Bredtchen ist eine Ortslage im Norden der bergischen Großstadt Wuppertal.

## Lage und Beschreibung
Die Ortslage liegt auf einer Höhe von 251 m ü. NHN an der Hainstraße in der Mitte des Wohnquartiers Nevigeser Straße im Stadtbezirk Uellendahl-Katernberg. Benachbarte Ortslagen sind Am Anschlag, Holländische Heide, Schützenhof, Eschenbeek, Lehmbruch, Dreckloch und Kuckelsberg.
Nördlich der Ortslage befindet sich der gleichnamige evangelische Friedhof Bredtchen, der gegen Ende des 19. Jahrhunderts angelegt wurde und eine neoklassizistische Friedhofskapelle aus dem Jahr 1882 besitzt.

## Geschichte
Die Ortslage ist aus einem Kotten hervorgegangen, der als a d. brett auf der Topographia Ducatus Montani des Erich Philipp Ploennies aus dem Jahre 1715 verzeichnet ist. 
1832 gehörte Am Bredtchen zur Katernberger Rotte des ländlichen Außenbezirks des Kirchspiels und der Stadt Elberfeld. Der laut der Statistik und Topographie des Regierungsbezirks Düsseldorf ebenfalls als Kotten kategorisierte Ort wurde als auf der Bredt bezeichnet und besaß zu dieser Zeit ein Wohnhaus und ein landwirtschaftliches Gebäude. Zu dieser Zeit lebten 18 Einwohner im Ort, davon drei katholischen und 15 evangelischen Glaubens. Für 1815/16 wird keine Einwohnerzahl genannt.